# Nico Rost
Nico Rost (nacido como Nicolaas Rost, 21 de junio de 1896 en Groninga, (Países Bajos) - 1 de febrero de 1967, Ámsterdam) fue un escritor, traductor, periodista y superviviente del campo de concentración nazi de Dachau. Reconocido por su labor literaria y su lucha antifascista.

## Reseña biográfica

### Nacimiento e infancia
Nico Rost nació el 21 de junio de 1896 en Groninga, (Países Bajos) en el seno de una familia burguesa. Su padre se dedicaba al comercio y su abuelo era también comerciante, pero de vinos. Más tarde reflejó en su obra de 1956 De vrienden van m'n vader [Los amigos de mi padre, inédita en español] su infancia y sus recuerdos de la época, del barrio de judíos de Groninga. En este libro describe cómo su abuelo despidió a un sirviente que había estado con ellos cincuenta años, a pesar de las protestas del joven nieto. Según Rost, éste fue el episodio que hizo despertar su conciencia social. Después de acabar el colegio y el instituto, durante la Primera Guerra Mundial, Rost rompe la relación con sus padres, supuestamente por las diferencias que generó su temprano enlace con la joven Maud Kok y por su mudanza en 1919 a Ámsterdam.

### Primeros años de juventud
En 1918 se publica su primer recopilación de relatos de crítica social Het troostelooze [Los inconsolables, inédito en español]. Ya en esa época entra en contacto con la literatura alemana.
En 1922 se marcha a Berlín y entra en contacto con asociaciones izquierdistas como la de Ayuda Internacional al Obrero. En 1923 se establece ya definitivamente en la capital de Alemania. Comienza a trabajar como corresponsal para las secciones de cultura de distintos medios holandeses, entre ellos De Telegraaf.

### La vida berlinesa
Pronto entra en el círculo de autores, artistas e intelectuales de la época, reunidos a menudo en el Romanisches Café. Conoce a Gottfried Benn, Egon Erwin Kisch o Käthe Kollwitz, con la que se desplaza a Moscú para conocer al poeta revolucionario Vladímir Mayakowski. Tras ese viaje, en el que hasta asistió al funeral de Lenin, expresa su fascinación por las vanguardias rusas en el libro Arte y cultura en la Unión Soviética. Su relación con Carl Einstein le lleva en esa época a conocer a personajes como Kafka, Ernst Toller, Musil, o Anna Seghers…
En 1926 se separa de su primera mujer, Maud Kok, con quien había tenido dos hijos. En 1927 se afilia al Partido Comunista holandés.
Dedica el final de los años veinte y el inicio de los treinta a traducir al neerlandés obras como Berlin-Alexanderplatz de Döblin o Tarabas de Joseph Roth, también obras de Hans Fallada, Lion Feuchtwanger o Egon Erwin Kisch. Se convierte, ignorando las presiones políticas y partidistas, en un firme difusor y defensor de la cultura alemana en su país.
En 1928 conoce a Edith Lissauer, la berlinesa con la que más tarde se casaría y quien traducirá al alemán algunas de sus obras, incluida Goethe in Dachau.
En 1932 publicó un reportaje llamado La Ucrania de los Cárpatos: un pueblo que se muere de hambre en el centro de Europa. Con su crónica, describió la miseria, la hambruna y las pésimas condiciones en las que vivía este pueblo, por entonces bajo gobierno checo. Su reportaje provocó un escándalo y le valió el veto de entrada al país. En su libro Goethe en Dachau describe su viaje a esta zona, los problemas que tuvo con las autoridades, el silencio que imperaba en Europa al respecto e incluye una parte del reportaje.

### Primeros años del nazismo: 1933-1940
Al llegar los nazis al poder, algunos de sus amigos, como Carl von Ossietzky, son inmediatamente encarcelados pero, a pesar de ello, Nico Rost decide permanecer en Alemania. En mayo de 1933 le arrestan por ser considerado “amigo” de judíos y marxistas así como de supuestas conexiones con Marinus van der Lubbe y le encierran en el campo de concentración de Oranienburg. Pocas semanas después, el también periodista Max Blozkijl intercede a favor de Rost, quien acaba siendo liberado de dicho campo de concentración. Ese mismo día le visita un alto cargo del Partido Nazi quien le recomienda que escriba artículos “objetivos” para periódicos berlineses. Rost rechaza el consejo y unos días más tarde recibe la notificación que le ordena abandonar el país. 
El 10 de mayo de 1933 fue testigo de la quema de libros que se produjo en la plaza de la Ópera de Berlín. 
El holandés se muda entonces a Bruselas donde compagina su labor de periodista en medios como Vorruit con la redacción del libro Un campo de concentración en el Tercer Reich que relata su paso por Oranienburg en el que es uno de los testimonios más tempranos del recién nacido sistema concentracionario nazi. 
En esos años, establece una fructífera relación con el editor de Ámsterdam, Emmanuel Querido, dueño de la editorial Querido Verlag, que desde el año 1933 fue el epicentro de la literatura alemana en el exilio. En Querido Verlag aparecieron en estos años unos 120 títulos de autores prohibidos por el nazismo, muchos de ellos traducidos por Nico Rost. Además, la casa del propio Rost se convirtió en un lugar de encuentro para todos estos escritores y artistas que se habían exiliado de la Alemania nazi, entre ellos: Joseph Roth, Stephan Zweig, Egon Erwin Kisch, Arthur Koestler, Irmgard Keun, Hanns Eisler, Ernst Busch o Hans Mayer, conocido como Jean Améry. 
Trabaja también en el Comité de Ayuda de Münzberg para las Víctimas del Fascismo. Dentro del servicio de propaganda, abogó por un frente popular. 
Se convirtió en estos años en un defensor y promotor de las letras alemanas, tradujo, entre otras obras, la autobografía de Ernst Toller, Una juventud en Alemania. 
En 1935 (junto a Menno ter Braak y Jef Last) participó en el Congreso de París para la Defensa de la Cultura como representante de la literatura holandesa. 

### Segunda Guerra Mundial
Cuando el 10 de mayo de 1940 los nazis invaden los Países Bajos y Bélgica, Nico Rost se integra de inmediato en la Resistencia por lo que se convierte en uno de los sujetos más buscados de su país por parte de las tropas invasoras. Su tarea dentro de la Resistencia se concentra en hacer de enlace entre los inmigrantes ilegales y la organización. Su casa, en Rue de Praetere 11, acoge a buena parte del río de literatos, escritores y artistas que huían de la Alemania nazi. Se ocupa de proporcionarles trabajo y cobijo. En esa época, además, colabora con el Comité Mundial contra la Guerra y el Fascismo y el departamento de propaganda del Frente Popular.
En enero de 1943 es acusado formalmente de publicar escritos antialemanes y de ser miembro de la Resistencia. El 6 de mayo es detenido y encarcelado unas semanas en St. Gilles-Forest, una prisión del Ejército Alemán. De ahí es trasladado al campo “Oranjehotel” de Scheveningen, donde permaneció medio año hasta que fue declarado culpable de traición. Posteriormente lo transfieren a Vught, también en los Países Bajos, donde le asignan el número de preso 8457. En ese centro, conoce y entabla una profunda amistad con el jurista y político Ben Telders. Juntos estudian a fondo la figura y obra de Hegel. En junio de 1944 es finalmente transportado a Dachau.

### Goethe en Dachau, Rost en Dachau
En Dachau comienza su célebre diario Goethe en Dachau. La primera entrada es del día 10 de junio de 1944, ya en la Enfermería del Campo, donde entra por un absceso en la pierna. El hecho de estar en la enfermería le protege un poco de la dura vida del campo, ya que no tiene que trabajar en los duros Kommandos que hay en Dachau, y, como él mismo dice: "Mientras permanezca aquí, estoy temporalmente seguro, ¡no tendré que formar en el patio! ¡Podré incluso leer y… escribir!". En su diario no sólo da cuenta de la experiencia que vive en primera persona en el Campo de Concentración de Dachau, sino que plasma sus reflexiones sobre Literatura, Filosofía, Política y hasta Astronomía y Biología.
En su relato podemos leer un testimonio muy detallado de la epidemia de tifus que causó estragos en el Campo de Dachau a principios del año 1945, en la que murieron muchos de sus amigos, y también de la liberación del Campo, que relata como si estuviera haciendo una crónica periodística.
El Campo de Dachau fue liberado el 28 de abril de 1945 por el Ejército Americano, su última entrada corresponde al 30 de abril de 1945.

### Años posteriores a la liberación
Tras la liberación, regresa a Bélgica, donde no tarda en preparar la edición del diario de su cautiverio, cuyas notas originales han desaparecido en su mayoría. Finalmente se publica Goethe in Dachau el 1 de agosto de 1946, en la editorial Querido.
Nico Rost halla en los primeros años de posguerra en los dos estados alemanes a un público amable e interesado en su obra. Tiene bastante éxito en la Bundesrepublik, pero sobre todo fue celebrado en la RDA así como en Hungría y Checoslovaquia por ser comunista. El gobierno de Berlín Oriental ofrece a Rost dirigir el archivo literario de la RDA. Nico Rost compagina ese trabajo con la elaboración de una biografía de Otto Grotewohl. Este proyecto no se materializa dadas las desavenencias y roces que surgieron entre ambos.
Entretanto, es apartado del Partido Comunista de los Países Bajos debido a la animadversión que le profesa Paul de Groot, estalinista y cabeza del Partido. Cuando la noticia alcanza el Berlín Oriental, Rost es automáticamente expulsado del territorio.
De regreso a su país, se mantiene políticamente activo en el pequeño partido Socialistische Werkers Partij [Partido socialista de los trabajadores] Y en los años de posguerra, el antifascista Rost se compromete con el reconocimiento de los pueblos gitanos roma y sinti como víctimas del nazismo.
A mediados de los años cincuenta publica Los amigos de mi padre, un emotivo retrato de los judíos que vivieron antes de la guerra en su barrio de Groninga, casi todos asesinados por los nazis.
En 1955 regresa a Dachau y, junto a otros supervivientes, se empeña en la preservación de la historia del recinto, tarea que ve culminada en 1965 con la apertura oficial del Memorial de Dachau.
Muere en Ámsterdam el 1 de febrero de 1967.

## Rost en España
A principios de 1937 se traslada a España como corresponsal, se relaciona con brigadistas y se entrevista en varias ocasiones con Dolores Ibárruri. Publica su libro Desde el frente de liberación español. Un reportaje. En julio de ese año, regresa a nuestro país como invitado al Segundo Congreso Internacional de Escritores para la Defensa de la Cultura de la Alianza de Escritores Antifascistas, inaugurado en Valencia el 4 de julio de 1937. En él coincide con José Bergamín, Antonio Machado, César Vallejo, Alberti, Pablo Neruda, Tristan Tzara, Octavio Paz, Alejo Carpentier, Malraux, Bertolt Brecht,… En ese mismo viaje, durante una estancia en Barcelona, Carl Einstein, por entonces portavoz del Grupo Internacional de la Columna Durruti, le presenta a Hemingway, de quien traducirá En otro país. Ese mismo año, Rost publica un reportaje sobre el bombardeo de Gernika.
Con la victoria de Franco y la invasión hitleriana de los Países Bajos en 1940, Rost vuelve a Bruselas.